# 蒙特鲁沃
蒙特鲁沃（法語：Montrouveau）是法国卢瓦-谢尔省的一个市镇，位于该省西北部，和安德尔-卢瓦尔省接壤，属于旺多姆区。该市镇总面积17.7平方公里，2009年时的人口为129人。

## 交通
卢瓦-谢尔省省道D57线和D132线在境内交汇。

## 人口
蒙特鲁沃人口变化图示